# Gabaldón
Gabaldón è un comune spagnolo di 202 abitanti situato nella comunità autonoma di Castiglia-La Mancia.